# Саприкіна Ірина Володимирівна
Саприкіна Ірина Володимирівна (нар. 17 лютого 1995) — українська футболістка, нападниця «Житлобуду-2».

## Життєпис
Футбольну кар'єру розпочала в «Донеччанці», вперше до заявки на чемпіонат України потрапила в 2001 році, проте не зіграла жодної хвилини в офіційних матчах того сезону. Дебютувала за донецький колектив у Вищій лізі вже наступного сезону (виходила на поле в 5 матчах). З 2002 по 2003 рік у Вищій лізі чемпіонату України зіграла 19 матчів та відзначилася 3-а голами.
У 2004 році перейшла до харківського «Металіста». У команді виступала протяом 7-и сезонів, разом з харківським клубом тричі вигравала чемпіонат України 4 рази кубок країни (в 2010 та 2011 роках перебувала в заявці на кубок країни, проте не поле так і не виходила). У сезоні 2009/10 років зіграла 2 матчі в жіночій Лізі чемпіонів. У 2010 році зіграла 1 матч у чемпіонаті України. А наступного року перебувала в заявці харківського клубу на сезон, проте на футбольне поле так і не виходила. Того ж року завершила футбольну кар'єру. У складі «Житлобуду-1» у Вищій лізі зіграла 52 матчі, відзначилися 2-а голами.

## Досягнення
«Донеччанка»
- Вища ліга чемпіонату України
  -  Бронзовий призер (2): 2002, 2003

«Житлобуд-1»
- Вища ліга чемпіонату України
  -  Чемпіон (3): 2004, 2006, 2008
  -  Срібний призер (4): 2005, 2007, 2009, 2010

- Кубок України
  -  Володар (3): 2004, 2006, 2007, 2008
  -  Фіналіст (2): 2005, 2009